# Pomorski Dom Sztuki w Bydgoszczy

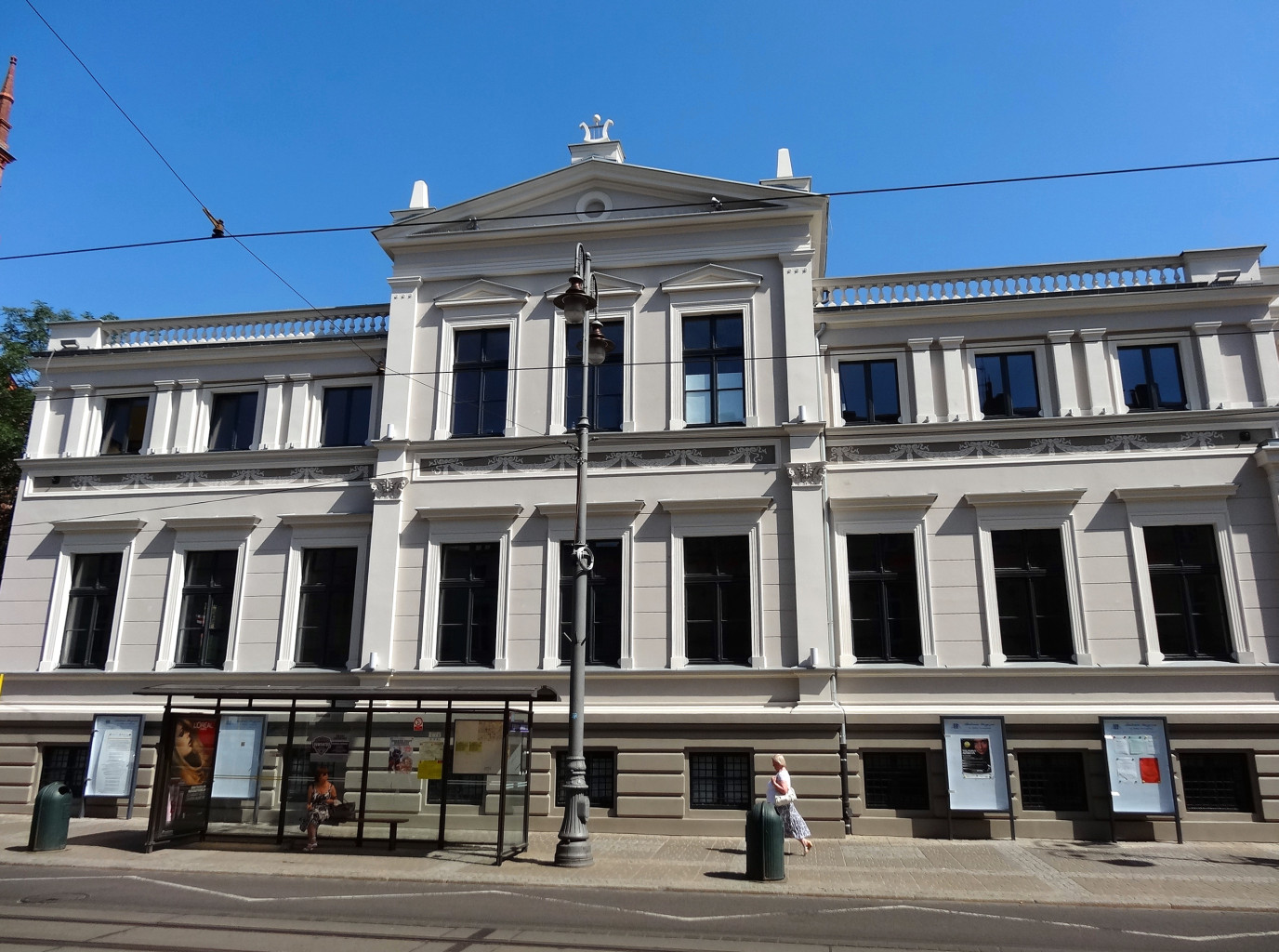
Fasada zachodnia

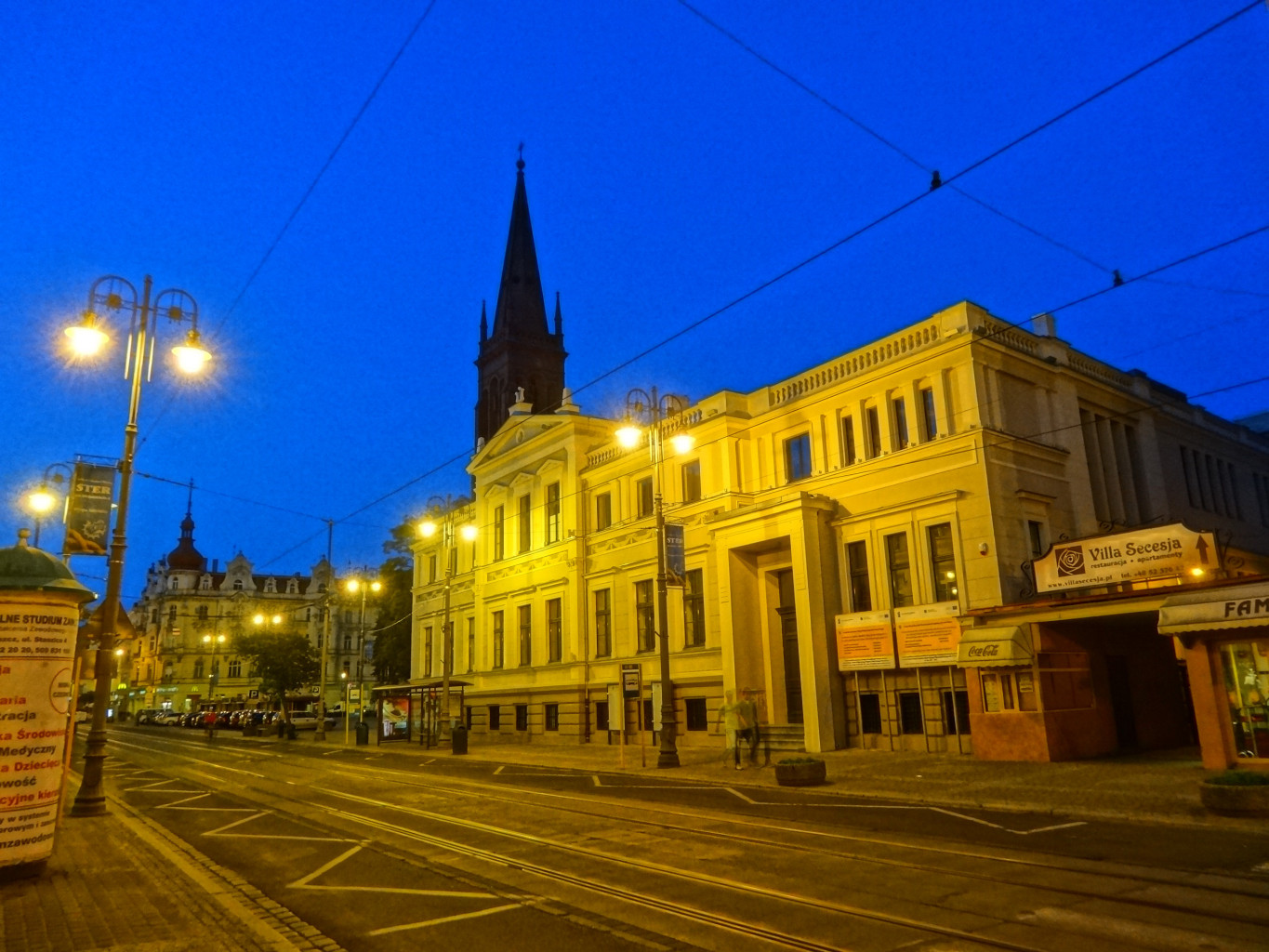
Nocą

Pomorski Dom Sztuki w Bydgoszczy – zabytkowy budynek kulturalny w Bydgoszczy przy ul. Gdańskiej 20, w latach 1887-1939 siedziba niemieckich stowarzyszeń kulturalnych, w latach 1945-2006 siedziba pomorskich związków twórczych oraz Teatru Muzycznego Opery i Operetki, a także do 1982 siedziba Państwowego Liceum Sztuk Plastycznych, zaś po 2006 r. własność Akademii Muzycznej w Bydgoszczy.

## Położenie
Budynek stoi we wschodniej pierzei ul. Gdańskiej w pobliżu Placu Wolności i kościoła św. Piotra i Pawła.

## Historia

### Kasyno Cywilne – okres pruski
Powstanie budynku wiąże się z rozwojem niemieckich stowarzyszeń w Bydgoszczy w czasie zaboru pruskiego. W celu budowy obiektu służącego za siedzibę dla niemieckich stowarzyszeń, w 1885 r. doszło do zjednoczenia Towarzystwa Wypoczynkowego (niem. Erholungs-Verein) z towarzystwem „Kasyno Cywilne” (niem. Civilkasino). Równocześnie przyjęto dla nowo powstałego związku nazwę Kasynowe Towarzystwo „Wypoczynek” w Bydgoszczy (niem. Kasino - Gesellschaft „Erholung" in Bromberg). Towarzystwo zrzeszało elitę towarzyską narodowości niemieckiej w Bydgoszczy, głównie z warstw wyższych urzędników, kręgów oficerskich oraz burżuazji miejskiej.
W 1886 r. dotacja z budżetu centralnego przyczyniła się do rozpoczęcia budowy Domu Towarzystwa. Uzyskano w tym celu parcelę wydzieloną z ogrodu regencji, położoną przy ul. Gdańskiej nr 20, w bezpośrednim sąsiedztwie kościoła pw. św. Pawła. Budowa obiektu przypadła na lata 1886–1887. Jego koszt szacowany wstępnie na 97 tysięcy marek ostatecznie wyniósł 140 tysięcy. Budynek wzniesiono według projektu Gustawa Reicherta, w stylu historyzmu nawiązującego do form klasycyzujących.
W 1908 r. rozbudowano południową partię obiektu o dwukondygnacyjną, podpiwniczoną dobudówkę z własnym wejściem. Wykonawcą robót był mistrz murarski Emil Haydemann. Na jej przedłużeniu wzniesiono parterowe, murowane skrzydło, nakryte dachem pulpitowym, mieszczące kręgielnię.
Działalność prowadzona w Domu Towarzystwa koncentrowała się na organizowaniu życia towarzyskiego i kulturalnego środowisk kultywujących sztukę i naukę niemiecką aż do czerwca 1939 r. Z budynku korzystały organizacje m.in. powstałe w 1902 roku Niemieckie Towarzystwo Sztuki i Nauki, związki kupców, związki śpiewacze. W grudniu 1904 r. w gmachu Kasyna w uroczystościach jubileuszowych stacjonującego w Bydgoszczy Konnego Pułku Grenadierów, uczestniczył osobiście cesarz Wilhelm II.

### Kasyno Cywilne – dwudziestolecie międzywojenne
W dwudziestoleciu międzywojennym Kasyno Cywilne nadal znajdowało się w gestii Deutsche Kasinogesellschaft i stanowiło wykwintny ośrodek kulturalno-rozrywkowy. Od północnej strony budynku istniał stylowy ogród wypoczynkowy, a za budynkiem ogród koncertowo-kawiarniany. Do 1934 r. obiekt służył wszystkim mieszkańcom i towarzystwom społeczno-kulturalnym, niezależnie od ich narodowości. Powstały 1 września 1921 bydgoski oddział polskiego Towarzystwa Zachęty Sztuk Pięknych również miało swoją siedzibę w budynku Kasyna Cywilnego i prezentował tu wystawy współczesnej grafiki i rzeźby.
Odbywały się tu także koncerty Towarzystwa Muzycznego, Bydgoskiego Konserwatorium Muzycznego, Miejskiego Konserwatorium Muzycznego. Śpiewała tu i koncertowała młodzież szkół polskich i z niemieckim językiem nauczania. Występowały chóry niemieckie. W sali Kasyna koncertował m.in. pianista Feliks Szymanowski - brat kompozytora Karola Szymanowskiego, mieszkającego wtedy w Bydgoszczy.
W Kasynie Cywilnym grano na bałałajkach, gitarach, koncertowały zespoły smyczkowe, grupy akordeonistów. Organizowano występy zespołów wokalnych niemieckich i polskich. Prezentowały się też orkiestry i zespoły kameralne oraz soliści niemieccy z Poznania, Gdańska, Berlina. Odbywały się także wystawy malarstwa i rzeźby autorów niemieckich, polskich i innych krajów. W ogrodzie koncertowym odbywały się występy zespołów ludowych i kameralnych.
Po dojściu Adolfa Hitlera do władzy w Niemczech, zaostrzyła się postawa bydgoskich Niemców, którzy nie dopuszczali już działalności polskich organizacji w budynku. Kasyno służyło odtąd wyłącznie Niemcom i organizacji nazistowskiej. Ostentacyjnie antypolska działalność mniejszości niemieckiej spowodowała, że władze miejskie 15 czerwca 1939 r. zamknęły Kasyno Cywilne i przemianowały go na polski „Dom Społeczny”, co spotkało się z gwałtownymi protestami bydgoskich Niemców i ich protektorów w Rzeszy.

### Pomorski Dom Sztuki
W 1945 dzięki staraniom Mariana Turwida – prezesa Okręgu Pomorskiego Polskiego Związku Artystów Plastyków, budynek przydzielono artystom. Nad odbudową i adaptacją obiektu czuwała Komisja Odbudowy pod przewodnictwem prof. Jerzego Remera. 7 maja 1946 r. podczas obchodów 600-lecia miasta Bydgoszczy otwarto „Pomorski Dom Sztuki”, a w jego wnętrzach urządzono salę koncertową, odczytową, stały salon wystawowy plastyki BWA, lokale klubowe związków artystycznych oraz Społeczne Ognisko Plastyczne. Budynek był siedzibą pomorskich związków twórczych, pomyślany jako warsztat pracy literatów, plastyków, muzyków oraz środowiska artystycznego.
W latach 1945–1982 w głównym użytkownikiem budynku było istniejące od 1945 roku Państwowe Liceum Sztuk Plastycznych im. Leona Wyczółkowskiego, którego dyrektorem w latach 1945–1972 był Marian Turwid. W Pomorskim Domu Sztuki koncertowała również Pomorska Orkiestra Symfoniczna (1946-1953). Do czasu wybudowania Teatru Ziemi Pomorskiej (1949) ważniejsze imprezy w mieście odbywały się właśnie przy ul. Gdańskiej 20. W 1956 r. znalazło tam siedzibę Studio Operowe, przekształcone w 1960 r. w Państwowy Teatr Muzyczny Opery i Operetki. W ciągu kolejnych lat obiekt miał wielu użytkowników i nie był przystosowany do działalności teatru muzycznego. Dlatego też już w 1956 r. podjęto postulat przebudowy budynku i dostosowania go do potrzeb opery. W tym celu rozpisano konkurs wśród architektów. Zamierzano dobudować od strony parku Jana Kazimierza scenę z niezbędnymi elementami jak garderoby, magazyny dekoracji, zaś we wnętrzu powiększyć salę widowiskową na 600 miejsc oraz stworzyć fosę dla orkiestry. Projekt ten upadł z przyczyn technicznych i finansowych. Obliczono, iż przebudowa miałaby kosztować tyle, ile w 50% miałby w owym czasie wynieść koszt budowy nowego gmachu. Powstał więc pomysł wybudowania samodzielnego, nowoczesnego gmachu dla opery w zakolu Brdy.
W 1965 r. w związku z budową salonu Biura Wystaw Artystycznych, rozebrano południowe skrzydło budynku. Od 1972 r. w budynku mieściła się scena kameralna Opery Nova, podczas gdy większe spektakle operowe, operetkowe i baletowe odbywały się w Teatrze Polskim. Po 1982 r., kiedy Liceum Plastyczne przeniesiono do budynku przy ul. Konarskiego, Państwowa Opera stała się jedynym i prawnym właścicielem budynku.

### Budynek Akademii Muzycznej
W 2006 r. obiekt przejęła Akademia Muzyczna im. Feliksa Nowowiejskiego w Bydgoszczy. Od 2008 r. w budynku prowadzone są prace modernizacyjne służące przystosowaniu obiektu do potrzeb Akademii Muzycznej. W piwnicach obiektu znajdują się magazyny dla instrumentów, garderoby i pomieszczenia techniczne. Na parterze znajduje się sala koncertowa z miejscem dla 100-osobowej orkiestry i chóru oraz scena i widownia, zaś na piętrze pomieszczenia dydaktyczne.

## Architektura
Budynek jest wolnostojący, dwukondygnacyjny, podpiwniczony, o cechach klasycystycznych. Elewacje charakteryzują się jednorodnym opracowaniem i oszczędnym użyciem detalu architektonicznego akcentującego układy horyzontalne i wertykalne. Zostały posadowione na wysokim cokole zdobionym boniowaniem i zwieńczonym gzymsem kordonowym.
Bryła budynku w części frontowej jest zryzalitowana, zamknięta trójkątnym naczółkiem z tympanonem, pośrodku którego znajduje się okulus. Naroża ryzalitu ujęte są pilastrami. Elewacja frontowa jest boniowana, zwieńczona attyką w formie balustrady tralkowej.
Na szczycie naczółka w nawiązaniu do kulturalnych funkcji budynku umieszczono lirę, symbolizującą muzykę i poezję, zaś po bokach u jego podstawy - misy wsparte na trójnogach.
Rozplanowanie wnętrza zostało podporządkowane głównej sali koncertowo-widowiskowo-balowej. Pomieszczenie to o wysokości 9 m z loggiami i emporami na początku XX wieku mogło pomieścić tysiąc osób. Oprócz niego budynek mieścił małą salę widowiskową na piętrze, bibliotekę, pomieszczenia klubowe, restaurację i piwniczną winiarnię. Obecnie pierwotny reprezentacyjny wystrój wnętrz przetrwał w niewielkim stopniu.